# Kawasaki KAL-2
Die Kawasaki KAL-2 ist ein Verbindungsflugzeug des japanischen Herstellers Kawasaki Heavy Industries.

## Geschichte und Konstruktion
1954 wurde die KAL-2 auf Grund einer Ausschreibung für ein neues Verbindungsflugzeug, in Konkurrenz zur Fuji LM-1 Nikko entwickelt. Die KAL-2 ist ein dreisitziger Ganzmetalltiefdecker mit einziehbarem Bugfahrwerk, die von einem Lycoming-Boxermotor angetrieben wird. Im Wettbewerb unterlag die KAL-2 der LM-1 Niko.

## Technische Daten
| Kenngröße             | Daten                                                                 |
| --------------------- | --------------------------------------------------------------------- |
| Besatzung             | 1                                                                     |
| Passagiere            | 1–2                                                                   |
| Länge                 | 8,82 m                                                                |
| Spannweite            | 11,92 m                                                               |
| Höhe                  | 2,9 m                                                                 |
| Leermasse             | 1225 kg                                                               |
| max. Startmasse       | 1588 kg                                                               |
| Reisegeschwindigkeit  | 213 km/h                                                              |
| Höchstgeschwindigkeit | 293 km/h                                                              |
| Dienstgipfelhöhe      | 4500 m                                                                |
| Reichweite            | 833 km                                                                |
| Triebwerke            | ein 9-Zylinder-Boxermotor Lycoming GO-435-C2B mit 240 PS (ca. 180 kW) |